# Páchna
Páchna (grec moderne : Πάχνα) est un village de Chypre situé dans le district de Limassol. Situé dans la région de ""Krasochoria" (""les villages du vin""), Pachna possède un vignoble important. 